# Deysi Cori
Deysi Estela Cori Tello (* 2. Juli 1993 in Lima, Peru) ist eine peruanische Schachspielerin. Sie trägt den Titel Großmeister der Frauen (WGM). Ihr Bruder Jorge Cori ist ebenfalls Schachspieler und trägt den Titel eines Großmeisters.

## Karriere
Im Alter von elf Jahren nahm Cori erstmals für Peru an einer Schacholympiade der Frauen teil, der 36. Schacholympiade 2004 in Calvià, bei der sie am dritten Brett fünf Punkte aus sieben Partien holte und eine Elo-Performance von 2136 erzielte.
Bei der Juniorenweltmeisterschaft der Frauen 2009 in Puerto Madryn, Argentinien, wurde sie Vizeweltmeisterin hinter Swaminathan Soumya aus Indien. Kurz darauf gewann sie die U16-Weltmeisterschaft der Frauen im türkischen Kemer, wo ihr Bruder Jorge gleichzeitig in der Altersklasse U14 siegreich war.
Im indischen Chennai gewann sie 2011 als erste Peruanerin die Juniorenweltmeisterschaft der Frauen.
Sie qualifizierte sich 2013 und 2015 für den Schach-Weltpokal, wo sie Hikaru Nakamura beziehungsweise dem ehemaligen Schachweltmeister Wladimir Kramnik mit 0:2 unterlag. Darüber hinaus nahm sie an mehreren Schachweltmeisterschaften der Frauen teil.
Cori gewann die amerikanischen Kontinentalmeisterschaften der Frauen in Guayaquil, Ecuador 2011, in Manzanillo, Mexiko und in Lima 2016, in Villa Martelli, Argentinien, 2017 sowie in Envigado, Kolumbien, 2018.